# Zwerg Autobau
Zwerg Autobau Wilh. Hangarter – Kleinauto & Motorradfabrik war ein deutscher Hersteller von Automobilen.

## Unternehmensgeschichte
Wilhelm Hangarter gründete 1924 das Unternehmen in München und erwarb die Anlagen des in Konkurs geratenen Unternehmens Minimus Fahrzeugwerk. Die Produktion von Automobilen wurde nur 1924 durchgeführt. Der Markenname lautete Zwerg. Es gab keine Verbindung zur Motorradmarke Zwerg aus Nürnberg.

## Fahrzeuge
Das einzige Modell basierte auf dem Opel 4 PS. Für den Antrieb sorgte ein Vierzylindermotor.